# Schwimmweltmeisterschaften 1978
| Medaillenspiegel nach 32 von 37 Entscheidungen nur Becken- und Synchronschwimmen OHNE Wasserspringen und Wasserball | Medaillenspiegel nach 32 von 37 Entscheidungen nur Becken- und Synchronschwimmen OHNE Wasserspringen und Wasserball | Medaillenspiegel nach 32 von 37 Entscheidungen nur Becken- und Synchronschwimmen OHNE Wasserspringen und Wasserball | Medaillenspiegel nach 32 von 37 Entscheidungen nur Becken- und Synchronschwimmen OHNE Wasserspringen und Wasserball | Medaillenspiegel nach 32 von 37 Entscheidungen nur Becken- und Synchronschwimmen OHNE Wasserspringen und Wasserball | Medaillenspiegel nach 32 von 37 Entscheidungen nur Becken- und Synchronschwimmen OHNE Wasserspringen und Wasserball |
| Pl. | Land | Goldmedaille | Silbermedaille | Bronzemedaille | Gesamt |
| --- | --- | --- | --- | --- | --- |
| 1 | USA | 21 | 13 | 5 | 39 |
| 2 | Sowjetunion | 4 | 4 | 5 | 13 |
| 3 | Kanada | 3 | 1 | 5 | 9 |
| 4 | Australien | 2 | – | – | 2 |
| 5 | DDR | 1 | 7 | 4 | 12 |
| 6 | BR Deutschland | 1 | 2 | 4 | 7 |
| 7 | Japan | – | 2 | 1 | 3 |
| 8 | Jugoslawien | – | 1 | – | 1 |
| 8 | Norwegen | – | 1 | – | 1 |
| 8 | Neuseeland | – | 1 | – | 1 |
| 11 | Schweden | – | – | 2 | 2 |
| 11 | Ungarn | – | – | 2 | 2 |
| 11 | Großbritannien | – | – | 2 | 2 |
| 14 | Brasilien | – | – | 1 | 1 |
| 14 | Dänemark | – | – | 1 | 1 |
| Gesamt | Gesamt | 32 | 32 | 32 | 96 |

Sonderbriefmarke zu den Schwimm-Weltmeisterschaften 1978 der Deutschen Bundespost, West-Berlin, 1978

Die 3. Schwimmweltmeisterschaften fanden vom 20. bis zum 28. August 1978 in West-Berlin statt. Die Austragungsstätte war das Olympia-Schwimmstadion.

## Schwimmen Männer

### Freistil

#### 100m Freistil
| Platz | Land               | Athlet           | Zeit  |
| ----- | ------------------ | ---------------- | ----- |
| 1     | Vereinigte Staaten | David McCagg     | 50.24 |
| 2     | Vereinigte Staaten | James Montgomery | 50.73 |
| 3     | BR Deutschland     | Klaus Steinbach  | 50.79 |

#### 200m Freistil
| Platz | Land               | Athlet           | Zeit    |
| ----- | ------------------ | ---------------- | ------- |
| 1     | Vereinigte Staaten | Bill Forrester   | 1:51.02 |
| 2     | Vereinigte Staaten | Rowdy Gaines     | 1:51.10 |
| 3     | Sowjetunion        | Sergei Kopljakow | 1:51.33 |

#### 400m Freistil
| Platz | Land               | Athlet            | Zeit    |
| ----- | ------------------ | ----------------- | ------- |
| 1     | Sowjetunion        | Wladimir Salnikow | 3:51.94 |
| 2     | Vereinigte Staaten | Jeff Float        | 3:53.42 |
| 3     | Vereinigte Staaten | Bill Forrester    | 3:53.97 |

#### 1500m Freistil
| Platz | Land               | Athlet            | Zeit     |
| ----- | ------------------ | ----------------- | -------- |
| 1     | Sowjetunion        | Wladimir Salnikow | 15:03.99 |
| 2     | Jugoslawien        | Borut Petrič      | 15:20.77 |
| 3     | Vereinigte Staaten | Bobby Hackett     | 15:23.38 |

### Schmetterling

#### 100m Schmetterling
| Platz | Land               | Athlet         | Zeit  |
| ----- | ------------------ | -------------- | ----- |
| 1     | Vereinigte Staaten | Joe Bottom     | 54.30 |
| 2     | Vereinigte Staaten | Greg Jagenburg | 55.26 |
| 3     | Schweden           | Pär Arvidsson  | 55.38 |

#### 200m Schmetterling
| Platz | Land               | Athlet       | Zeit    |
| ----- | ------------------ | ------------ | ------- |
| 1     | Vereinigte Staaten | Mike Bruner  | 1:59.38 |
| 2     | Vereinigte Staaten | Steve Gregg  | 1:59.80 |
| 3     | DDR                | Roger Pyttel | 2:01.33 |

### Rücken

#### 100m Rücken
| Platz | Land               | Athlet         | Zeit  |
| ----- | ------------------ | -------------- | ----- |
| 1     | Vereinigte Staaten | Bob Jackson    | 56.36 |
| 2     | Vereinigte Staaten | Peter Rocca    | 56.69 |
| 3     | Brasilien          | Romulo Arantes | 58.01 |

#### 200m Rücken
| Platz | Land               | Athlet           | Zeit    |
| ----- | ------------------ | ---------------- | ------- |
| 1     | Vereinigte Staaten | Jesse Vassallo   | 2:02.16 |
| 2     | Neuseeland         | Gary Hurring     | 2:03.71 |
| 3     | Ungarn             | Zoltán Verrasztó | 2:03.90 |

### Brust

#### 100m Brust
| Platz | Land           | Athlet        | Zeit    |
| ----- | -------------- | ------------- | ------- |
| 1     | BR Deutschland | Walter Kusch  | 1:03.56 |
| 2     | Kanada         | Graham Smith  | 1:03.60 |
| 3     | BR Deutschland | Gerald Mörken | 1:03.62 |

#### 200m Brust
| Platz | Land               | Athlet           | Zeit    |
| ----- | ------------------ | ---------------- | ------- |
| 1     | Vereinigte Staaten | Nick Nevid       | 2:18.37 |
| 2     | Sowjetunion        | Arsens Miskarovs | 2:18.42 |
| 3     | BR Deutschland     | Walter Kusch     | 2:20.16 |

### Lagen

#### 200m Lagen
| Platz | Land               | Athlet              | Zeit    |
| ----- | ------------------ | ------------------- | ------- |
| 1     | Kanada             | Graham Smith        | 2:03.65 |
| 2     | Vereinigte Staaten | Jesse Vassallo      | 2:04.99 |
| 3     | Sowjetunion        | Oleksandr Sydorenko | 2:05.29 |

#### 400m Lagen
| Platz | Land               | Athlet          | Zeit    |
| ----- | ------------------ | --------------- | ------- |
| 1     | Vereinigte Staaten | Jesse Vassallo  | 4:20.05 |
| 2     | Sowjetunion        | Serhij Fessenko | 4:22.29 |
| 3     | Ungarn             | András Hargitay | 4:27.04 |

### Staffel

#### Staffel 4 × 100 m Freistil
| Platz | Land               | Athleten                                                   | Zeit    |
| ----- | ------------------ | ---------------------------------------------------------- | ------- |
| 1     | Vereinigte Staaten | Jack Babashoff Rowdy Gaines James Montgomery David McCagg  | 3:19.74 |
| 2     | BR Deutschland     | Andreas Schmidt Ulrich Temps Peter Knust Klaus Steinbach   | 3:26.65 |
| 3     | Schweden           | Per Holmertz Dan Larsson Per-Ola Quist Per-Alvar Magnusson | 3:26.95 |

#### Staffel 4 × 200 m Freistil
| Platz | Land               | Athleten                                                       | Zeit    |
| ----- | ------------------ | -------------------------------------------------------------- | ------- |
| 1     | Vereinigte Staaten | Bruce Furniss Bill Forrester Bobby Hackett Rowdy Gaines        | 7:20.82 |
| 2     | Sowjetunion        | Sergei Russin Andrei Krylow Wladimir Salnikow Sergei Kopljakow | 7:28.51 |
| 3     | BR Deutschland     | Andreas Schmidt Peter Knust Karsten Lippmann Frank Wennmann    | 7:33.29 |

#### Staffel 4 × 100 m Lagen
| Platz | Land                   | Athleten                                                   | Zeit    |
| ----- | ---------------------- | ---------------------------------------------------------- | ------- |
| 1     | Vereinigte Staaten     | Bob Jackson Nick Nevid Joe Bottom David McCagg             | 3:44.63 |
| 2     | BR Deutschland         | Klaus Steinbach Walter Kusch Michael Kraus Andreas Schmidt | 3:48.58 |
| 3     | Vereinigtes Königreich | Gary Abraham Duncan Goodhew John Mills Martin Smith        | 3:49.06 |

## Schwimmen Frauen

### Freistil

#### 100m Freistil
| Platz | Land        | Athletin       | Zeit  |
| ----- | ----------- | -------------- | ----- |
| 1     | DDR         | Barbara Krause | 55.68 |
| 2     | Norwegen    | Lene Jenssen   | 56.82 |
| 3     | Sowjetunion | Larisa Tserewa | 56.85 |

#### 200m Freistil
| Platz | Land               | Athletin         | Zeit    |
| ----- | ------------------ | ---------------- | ------- |
| 1     | Vereinigte Staaten | Cynthia Woodhead | 1:58.53 |
| 2     | DDR                | Barbara Krause   | 1:59.78 |
| 3     | Sowjetunion        | Larisa Tserewa   | 2:01.76 |

#### 400m Freistil
| Platz | Land               | Athletin         | Zeit    |
| ----- | ------------------ | ---------------- | ------- |
| 1     | Australien         | Tracey Wickham   | 4:06.28 |
| 2     | Vereinigte Staaten | Cynthia Woodhead | 4:07.15 |
| 3     | Vereinigte Staaten | Kim Linehan      | 4:07.73 |

#### 800m Freistil
| Platz | Land               | Athletin         | Zeit    |
| ----- | ------------------ | ---------------- | ------- |
| 1     | Australien         | Tracey Wickham   | 8:24.94 |
| 2     | Vereinigte Staaten | Cynthia Woodhead | 8:29.35 |
| 3     | Vereinigte Staaten | Kim Linehan      | 8:32.60 |

### Schmetterling

#### 100m Schmetterling
| Platz | Land               | Athletin        | Zeit    |
| ----- | ------------------ | --------------- | ------- |
| 1     | Vereinigte Staaten | Joan Pennington | 1:00.20 |
| 2     | DDR                | Andrea Pollack  | 1:00.26 |
| 3     | Kanada             | Wendy Quirk     | 1:01.82 |

#### 200m Schmetterling
| Platz | Land               | Athletin       | Zeit    |
| ----- | ------------------ | -------------- | ------- |
| 1     | Vereinigte Staaten | Tracy Caulkins | 2:09.87 |
| 2     | Vereinigte Staaten | Nancy Hogshead | 2:11.30 |
| 3     | DDR                | Andrea Pollack | 2:12.63 |

### Rücken

#### 100m Rücken
| Platz | Land               | Athletin       | Zeit    |
| ----- | ------------------ | -------------- | ------- |
| 1     | Vereinigte Staaten | Linda Jezek    | 1:02.55 |
| 2     | DDR                | Birgit Treiber | 1:03.18 |
| 3     | Kanada             | Cheryl Gibson  | 1:03.43 |

#### 200m Rücken
| Platz | Land               | Athletin       | Zeit    |
| ----- | ------------------ | -------------- | ------- |
| 1     | Vereinigte Staaten | Linda Jezek    | 2:11.93 |
| 2     | DDR                | Birgit Treiber | 2:14.07 |
| 3     | Kanada             | Cheryl Gibson  | 2:14.23 |

### Brust

#### 100m Brust
| Platz | Land                   | Athletin         | Zeit    |
| ----- | ---------------------- | ---------------- | ------- |
| 1     | Sowjetunion            | Julija Bogdanowa | 1:10.31 |
| 2     | Vereinigte Staaten     | Tracy Caulkins   | 1:10.77 |
| 3     | Vereinigtes Königreich | Margaret Kelly   | 1:11.99 |

#### 200m Brust
| Platz | Land        | Athletin         | Zeit    |
| ----- | ----------- | ---------------- | ------- |
| 1     | Sowjetunion | Lina Kačiušytė   | 2:31.42 |
| 2     | Sowjetunion | Julija Bogdanowa | 2:32.69 |
| 3     | Dänemark    | Susanne Nielsson | 2:33.60 |

### Lagen

#### 200m Lagen
| Platz | Land               | Athletin        | Zeit    |
| ----- | ------------------ | --------------- | ------- |
| 1     | Vereinigte Staaten | Tracy Caulkins  | 2:14.07 |
| 2     | Vereinigte Staaten | Joan Pennington | 2:14.98 |
| 3     | DDR                | Ulrike Tauber   | 2:15.99 |

#### 400m Lagen
| Platz | Land               | Athletin        | Zeit    |
| ----- | ------------------ | --------------- | ------- |
| 1     | Vereinigte Staaten | Tracy Caulkins  | 4:40.83 |
| 2     | DDR                | Ulrike Tauber   | 4:47.52 |
| 3     | DDR                | Petra Schneider | 4:48.56 |

### Staffel

#### Staffel 4 × 100 m Freistil
| Platz | Land               | Athleten                                                      | Zeit    |
| ----- | ------------------ | ------------------------------------------------------------- | ------- |
| 1     | Vereinigte Staaten | Tracy Caulkins Stephanie Elkins Jill Sterkel Cynthia Woodhead | 3:43.43 |
| 2     | DDR                | Heike Witt Caren Metschuck Barbara Krause Petra Priemer       | 3:47.37 |
| 3     | Kanada             | Gail Amundrud Nancy Garapick Sue Sloan Wendy Quirk            | 3:49.59 |

#### Staffel 4 × 100 m Lagen
| Platz | Land               | Athleten                                                        | Zeit    |
| ----- | ------------------ | --------------------------------------------------------------- | ------- |
| 1     | Vereinigte Staaten | Linda Jezek Tracy Caulkins Joan Pennington Cynthia Woodhead     | 4:08.21 |
| 2     | DDR                | Birgit Treiber Ramona Reinke Andrea Pollack Barbara Krause      | 4:09.13 |
| 3     | Sowjetunion        | Jelena Kruglowa Julija Bogdanowa Irina Aksjonowa Larisa Tserewa | 4:14.91 |

## Synchronschwimmen

### Solo
| Platz | Land | Athletin         |
| ----- | ---- | ---------------- |
| 1     | CAN  | Helen Vanderburg |
| 2     | USA  | Pamela Tyron     |
| 3     | JPN  | Yasuko Unezaki   |

### Duett
| Platz | Land | Athletinnen                       |
| ----- | ---- | --------------------------------- |
| 1     | CAN  | Michelle Calkins Helen Vanderburg |
| 2     | JPN  | Masako Fujiwara Yasuko Fujiwara   |
| 3     | USA  | Pamela Tyron Michele Barone       |

### Team
| Platz | Land | Athletinnen                                                                                                   |
| ----- | ---- | --- |
| 1     | USA  | Michele Beaulieu Gerri Blandet Tami Allen Michele Barone Pamela Tyron Jane Goepringer Erin Barr Linda Shelley |
| 2     | JPN  | |
| 3     | CAN  | |

## Wasserspringen

### Kunstspringen Männer
Phil Boggs gewann seinen dritten Weltmeistertitel in Folge.
| Platz | Land | Athlet          |
| ----- | ---- | --------------- |
| 1     | USA  | Phil Boggs      |
| 2     | GDR  | Falk Hoffmann   |
| 3     | ITA  | Franco Cagnotto |

### Turmspringen Männer
| Platz | Land | Athlet            |
| ----- | ---- | ----------------- |
| 1     | USA  | Greg Louganis     |
| 2     | GDR  | Falk Hoffmann     |
| 3     | URS  | Uladsimir Alejnik |

### Kunstspringen Frauen
Irina Kalinina verteidigte ihren Titel von 1975 erfolgreich.
| Platz | Land | Athletin          |
| ----- | ---- | ----------------- |
| 1     | URS  | Irina Kalinina    |
| 2     | USA  | Cynthia Potter    |
| 3     | USA  | Jennifer Chandler |

### Turmspringen Frauen
| Platz | Land | Athletin        |
| ----- | ---- | --------------- |
| 1     | URS  | Irina Kalinina  |
| 2     | GDR  | Martina Jäschke |
| 3     | USA  | Melissa Briley  |

## Wasserball
| Platz | Land | Athleten |
| ----- | ---- | --- |
| 1     | ITA  | Alberto Alberani, Silvio Baracchini, Romeo Collina, Gianni De Magistris, Massimo Fondelli, Marco Galli, Sante Marsili, Alessandro Ghibellini, Paolo Ragosa, Mario Scotti-Galletta, Roldano Simeoni |
| 2     | HUN  | |
| 3     | YUG  | |